# Судар краљева
Судар краљева (енгл. A Clash of Kings) је други роман из серијала Песма леда и ватре америчког писца Џорџа Р. Р. Мартина. Објављен је 16. новембра 1998. у Уједињеноме Краљевству. Као и роман Игра престола, освојио је награду „Локус” награду 1999. и био номинован за награду „Небјула” исте године за најбољи роман.
Ејч-Би-Оу је радњу ове књиге адаптирао у другу сезону телевизијске серије Игра престола која је приказивана 2012.

## Радња
Судар краљева се директно надовезује на причу из романа Игра престола. Седам краљевстава Вестероса су у грађанскоме рату, док Ноћна стража води извидницу северно од Зида како би истражила мистериозна дешавања и чудно понашање дивљана. У међувремену, на далеком истоку Есоса Денерис Таргарјен наставља да следи свој план да освајања Седам краљевстава које је, према њеном мишљењу, узурпирано од њенога оца, свргнутога краља Ериса II. Време већине ових прича одвија се 299. године после Освајања.

### У Седам краљевстава
После смрти краља Роберта Баратеона, на Гвозденоме престолу седи његов наводни син наследник Џофри. Његово право на престо је оспорено јер су оба Робертова брата, Станис и Ренли, такође изразили претензије на престо с обзиром на то да су они најближи крвни сродници покојнога краља. Осим њихових војски, на Вестеросу још двоје људи жели аутономију: Роб Старк, који је проглашен за „краља на Северу”, и Белон Грејџој, самопроглашени краљ Гвоздених острва. Рат између свих њих назван је Ратом пет краљева.
У Зимоврелу, Брен Старк је задужен за замак и почиње да има јако чудне снове. Стиче два нова пријатеља када дођу Мира и Џоџен Рид, деца Хауланда Рида (блиског пријатеља Едарда Старка) који се заинтересују за његове снове.
У међувремену, Станис се проглашава краљем Вестероса уз подршку многих господара Узаног мора и Мелисандре, црвене свештенице која служи источног бога Р'лора. Његов брат Ренли, који се оженио са Маргери (ћерком Мејса Тирела), такође се прогласио краљем па долази до сукоба између браће. Кејтлин Старк је отпутовала на југ да би разговарала о могућем савезу против Ланистера. Ренли одлучује да уништи свог брата јер има већу војску. Међутим, одједном се појављује мистериозна сенка у његовом шатору и убија га. Кејтлин и једини други сведок, ратница Бријена од Опорја, беже. Пошто су изгубили Ренлија, људи који су га подржавали прелазе на Станисову страну.
У Краљевој Луци, Тирион Ланистер долази да преузме службу краљеве деснице уместо свој оца Тивина. Док је интригантан према својој сестри Серсеи, Тирион побољшава градску одбрану. Сазнаје о Ренлијевој смрти и одлучује две ствари. Знајући да породица Тирел неће подржати Станиса, он одлучује да им понуди да се Маргери и краљ Џофри венчају. Такође жели да доведе Мартеле из Дорне на његову страну, осигурава подршку Петира Белиша „Малопрстића”, тако што му обећа да ће га учинити лордом Харендвора и шаље га да разговара са Тирелима и пошаље писмо Мартелима у коме им нуди да се принцеза Мирсела, Џофријева млађа сестра, уда за најмлађег сина Дорана Мартела. Савези се склапају помоћу ових бракова.
Роб Старк је послао Теона Грејџоја у Хрид, код свог оца Белона Грејџоја, лорда Гвоздених острва, како би склопио савезништво у борби против Ланистера, а заузврат би му Роб дозволио да се прогласи за краља Гвоздених острва. Теон сазнаје да његов отац већ има друге планове — да на силу заузме Север, нападима на западну обалу док је Робова војска заузета ратом у речним земљама. Гвозденрођени одлучно заузимају Кејлинов шанац, Торенов трг, Чардак шумски и настављају да тероришу Камену обалу. Теон предводи мању групу људи са гвозденрођених јуришника и заузима Зимоврел у нади да ће учинити свог оца поносним, том приликом заробивши Брена и Рикона Старка. Његова сестра Аша предложи да униште замак и побегну пре него што други северњаци стигну да га поврате, али Теон неуморно покушава да задржи своје ново упориште. Велика војска северњака стиже и проналазе лешеве који изгледају као Брен и Рикон. Међутим, како почињу да нападају замак долази кућа Болтон, на челу са сином Руза Болтона, Ремзијем Снежним, и отерају нападаче. Теон отвара врата новим „савезницима”, само да би га касније издали и заробили. Зимоврел је спаљен. Убрзо након тога, Брен и Рикон престају да се крију и одлучују да се раздвоје. Оша, дивљанка која од скоро служи кућу Старк одводи Рикона на сигурно, док Брен и Ридови путују на север до Зида.
Роб Старк води своју северну војску ка југу и бори се са Ланистерима неколико пута и већи број пута их побеђује. Тивин напушта Харендвор и покушава да прође близу Брзоречја, где га зауставља Едмур Тули, Кејтелинин брат и наследник Хостера. Ово Ланистерима омогућава да се брзо помере на југ како би се придружили својим новим савезницима, Тирелима.
Арја Старк, која се претвара да је дечак по имену Ари, иде на север са Јореном као нови регрут за Ноћну стражу. Међутим, њих нападају ланстерски јахачи, а Јорен је убијен. Арја бежи са три друга, а у процесу спашава животе Џакена Х'гара, Рорџа и Гризача, три злочинца које је Јорен водио на Зид. Убрзо након тога их нападају људи под командом Грегора Клеганија „Планине”; Ломи, који је већ био рањен, умире. Одведени су у Харендвор, где постају слуге.
Џакен, Рорџ и Гризач се поново појављују као чланови Храбрих другара. Због тога што им је спасила живот, Џакен каже да ће убити три човека по њеном избору. Арја бира Чиквика (војника Грегора Клеганија), Виза (човека ког је служила) и Џакена. Он прву двојицу убија без питања и тражи јој да му каже него друго име уместо његовог. Арја му каже да мора да јој погне да ослободи Робета Гловера кога су Ланистери заробили. Након што је он ослобођен, Руз Болтон заузима Харендвор и Храбри другари се придружују војсци Севера. Арја неко време служи Руза, али убрзо побегне. Џакен даје Арји мистериозни гвоздени новчић и каже јој ако икада жели да учи његове тајне може да оде у Бравос. Он затим мења лице, усваја нови идентитет и одлази.
Војска Станиса Баратеона стиже до Краљеве Луке, и напада и са копна и са мора. Тирион зароби флоту Баратеона у ушћу Црнобујице и уништава Станисову флоту коришћењем „дивље ватре”. Тирион је замало убијен када га је издао један од чланова Краљеве гарде, али га је спасио Подрик Пејн. Битка се завршава када је Станис окружен Тивином и Тирелом и једва успева да побегне са неколико хиљада војника и неколико бродова.

### На Зиду
Ноћна стража је иза Зида и стижу до уклете шуме. Заустављају се у Крастеровој колиби, где човек по имену Крастер служи као информатор за стражу. Настављају пут ка северу и кампују у разрушеној тврђави познатој као Песница Првих људи, која служи као јака одбрамбена позиција. Забринут због места и активности краља-иза-Зида Менса Рајдера, командант Џеор Мормонт шаље Џона Снежног и Корина Полушаку у извиђачку мисију.
У пролазу они откривају пуно активности дивљана у планинама. Корин нареди Џону да се инфилтрира међу дивљане претварајући се да издао стражу. Да би убедио дивљине, Џон је приморан да га убије. Од дивље девојке Игрит сазнаје да Менс иде ка Зиду са војском од неколико десетина хиљада дивљана.

### На истоку
Упркос томе што има три змаја, Денерис Таргарјен има смањен број следбеника. Огромна армија Дотрака на чијем челу је био њен муж, кал Дрого, разбила се у много делова након његове смрти, а преостало је само стотинак људи и витез Џора Мормонт. Њу проглашавају „мајком змајева”.
Денерисини људи извиђају околину и проналазе сигуран пут до великог трговачког града Карта. Картањани причају о Денерис и њеним змајевима, али њени покушаји да обезбеде помоћ у освајању престола Вестероса не успевају. Она иде у Кућу Бесмртних да формира савез са вешцима, али уместо тога они јој показују збуњујуће и узнемиравајуће слике. Њен змај Дрогон спаљује Кућу, изазивајући непријатељство Карта и подстичући Денерис да напусти град. Атентатор ког је вештац ангажовао да покуша да убије Денирис у градској луци је спречен доласком двојице странаца који тврде да су агенти Илирија Мопатиса и да долазе да врате Денерис у Пентос. Денерис се сложи да иде са њима назад у слободне градове.

## Тачке гледишта
Свако поглавље се концентрише на ограничену тачку гледишта у трећем лицу једног лика; књига представља перспективу девет главних ликова. Поред тога, мањи лик пружа пролог. Наслови поглавља указују на перспективу.
- Пролог: Мештар Кресен, мештар на Змајкамену
- Тирион Ланистер, кепец, млађи син лорда Тивина Ланистера, брат краљице Серсеи, вршилац дужности деснице краљу Џофрију
- Леди Кејтлин Старк (девојачко Тули), удовица Едарда Старка, лорда Зимоврела и заштитника Севера
- Сер Давос Сиворт, витез и бивши кријумчар у служби краља Станиса Баратеона, звани „Витез од Празилука”
- Санса Старк, старија ћерка лорда Едарда и Кејтлин Старк, заточеница краља Џофрија у Краљевој Луци
- Арја Старк, млађа ћерка лорда Едарда и Кејтлин Старк, нестала, претпоставља се да је мртва
- Брен Старк, други син лорда Едарда и Кејтлин Старк, влада Зимоврелом у одсуству старијег брата Роба
- Џон Снежни, копиле лорда Едарда Старка, заклети брат Ноћне страже
- Теон Грејџој, наследник Гвоздених острва и бивши штићеник лорда Едарда Старка
- Краљица Денерис Таргарјен, Неизгорела и Мајка Змајева